# 79
سنة 79 م (بالأرقام الرومانية: LXXIX) كانت سنة بسيطة تبدأ يوم الجمعة (الرابط يظهر نموذج الجدول الزمني الكامل للسنة) من التقويم اليولياني. بدأت تسمية السنة ب79 منذ العصور الوسطى المبكرة، عندما أصبح تقويم أنو دوميني هو الأسلوب السائد في أوروبا لتسمية السنوات.

## أحداث
- تأسيس مدينة تشستر وتقع حاليا في المملكة المتحدة.

24 أغسطس - ثوران بركان فيزوف، مدمراً بومباي، هركولانيوم، ستابيا، أوبلونتيس.

## وفيات
- بلينيوس الأكبر
- تيبيريوس كلاوديوس بالبيلوس
- فسبازيان